# Abrasive Wheels
Abrasive Wheels je punková kapela z anglického Leedsu, která působila v letech 1976 až 1984, kdy se rozpadla. Skupina hrála ve složení: Shonna Rzonca – zpěv, Dave Ryan – kytara, Harry Harrison – baskytara a Nev Nevison – bicí. V roce 2002 zpěvák Rzonca skupiny obnovil s novými členy. Největším hitem skupiny je skladba „When the Punks Go Marching In!“.
Kapela vznikla v roce 1976 a jejími původními členy byli: Phil „Shonna“ Rzonca – zpěv, Dave Ryan – kytara, Daveův bratramec Robert Welch – basová kytara a Philův bratr Adam Rzonca – bicí. Jméno kapely bylo inspirováno Rzoncovými zážitky z učení, kde nápisy „Nebezpečí! Brusné kotouče!“ byly často vidět. Po prvním veřejném vystoupení v roce 1977 následoval koncert Rock Againt Racism na leedské polytechnice.

## Diskografie

### Studiová alba
- When the Punks Go Marching In (Riot City Records – 1982) No. 3
- Black Leather Girl (Clay Records – 1984) No. 8
- Skum (Crashed Out Recordings – 2009)

### Singly
- The ABW EP (1981) Abrasive No. 35
- „Vicious Circle“ EP (1981) Riot City No. 12
- „Army Song“ EP (1982) Riot City No. 24
- „Burn 'em Down/Urban Rebel“ (1982) Riot City No. 14
- „Jailhouse Rock“/„Sonic Omen“ (1983) Clay No. 13
- „Banner of Hope“/„Law of the Jungle“ (1983) Clay No. 10
- „The Prisoner“/„Christianne“/„Black Leather Girl“ 12 EP (1984) Clay No. 27

### Nahrávky obnovené skupiny
- „Nothing to Prove“ EP (SOS Records) (2005–2007)
- „Maybe Tomorrow“ (2007)
- „Skum“ (2008–2009)
- „Fight the Enemy“ (2008–2009)
- „Crazy Town“ (2014)

### Retrospektivní vydání
- The Riot City Years 1981–1982 (2003) Anagram Records
- When the Punks Go Marching In (inc. additional singles tracks) (2006) Captain Oi!
- Black Leather Girl (inc. bonus singles tracks) Captain Oi!
- The Singles Collection Captain Oi!

### Kompilace
- „Criminal Youth“ na Riotous Assembly (Riot City – 1982)
- „Army Song“ a „Shout it Out“ na 100% British Punk
- „Banner of Hope“, „Jailhouse Rock“, a „Prisoner“ na Clay Records Punk Singles Collection
- „Army Song“ na Punk and Disorderly, Vol. 1
- „Vicious Circle“ na Punk and Disorderly, Vol. 2: Further Changes
- „Burn 'em Down“ na Punk and Disorderly, Vol. 3: The Final Solution
- „Vicious Circle“, „Army Song“, a „Burn 'em Down“ na Riot City Punk Singles Collection (Vol.1)
- „Juvenile“ a „Urban Rebel“ na Riot City Punk Singles Collection (Vol.2)
- „Sonic Omen“ na If The Kids Are United – The Punk Box Set